# Правило Шульце — Харди
Правило Шульце — Харди (англ. Schulze - Hardy's rule) — полное название Правило значности валентности Шульца — Гарди, означающее коагулирующую способность электролита, то есть минимальную концентрацию электролита в коллоидном растворе, вызывающую его коагуляцию.
Коагуляционная способность электролита тем выше, чем больший заряд ионов с противоположным знаком заряда коллоидных частиц. Это правило не предусматривает прямой пропорциональности между валентностью иона и его коагулирующим действием, коагулирующая сила возрастает гораздо быстрей валентности.
В 1882 году Шульце установил, что коагулирующая сила иона тем больше, чем больше его валентность. Эта зависимость была подтверждена британским биологом Харди и получила название правила Шульце — Харди, или правила значности.